# Megastylus excubitor
Megastylus excubitor är en stekelart som först beskrevs av Forster 1871.  Megastylus excubitor ingår i släktet Megastylus och familjen brokparasitsteklar. Arten är reproducerande i Sverige. Inga underarter finns listade i Catalogue of Life.